# Lounge Against the Machine
Lounge Against the Machine es el primer disco de Richard Cheese, realizado el 17 de octubre del 2000. El nombre es una parodia a la banda de metal alternativo Rage Against the Machine

## Lista de canciones
1. «Nookie» * / «Break Stuff» (Limp Bizkit) – 2:35
2. «Guerilla Radio» (Rage Against the Machine) – 2:15
3. «Come Out and Play» * (The Offspring) – 2:43
4. «Close» * (Nine Inch Nails) – 2:21
5. «Wrong Way» (Sublime) – 2:15
6. «Bullet the Blue Sky» (U2) – 2:55
7. «Creep» * (Radiohead) – 2:56
8. «Last Resort» (Papa Roach) – 1:40
9. «Rape Me» (Nirvana) – 1:55
10. «What's My Age Again» (blink-182) – 1:23
11. «Smack My Bitch Up» (The Prodigy) – 3:01
12. «Fight For Your Right» * (Beastie Boys) – 1:55
13. «Only Happy When It Rains» (Garbage) – 2:03
14. «Suck My Kiss» (Red Hot Chili Peppers) – 0:56
15. «Holiday in Cambodia» ** (Dead Kennedys) – 1:43
16. «The Rockafeller Skank» (Fatboy Slim) – 2:05

*) Canciones regrabadas e incluidas en el disco The Sunny Side of the Moon: The Best of Richard Cheese, en vivo.
**) Canciones regrabadas e incluidas en el disco Silent Nightclub, en vivo.
- Datos: Q3263943